# Іркліїв
Ірклі́їв — історичне село в Україні, у Золотоніському районі Черкаської області, центр Іркліївської сільської громади. У селі мешкає 1916 осіб.

## З історії села
Населений пункт було засновано 1608 року з правом «слободи» на термін 20 років.
Першу письмову згадку про містечко Іркліїв знаходимо в Люстрації староств Київського воєводства Речі Посполитої від 1616 року. Там зазначено, що вісім років тому засновано містечко Іркліїв. В ньому домів послушних 20, козацьких домів 300. Податків не платять на термін 20 років через наданий привілей на заснування слободи.
Вдруге містечко Арклій (Іркліїв) знаходимо в коронній люстрації цього ж воєводства, але вже від 1622 року. У ньому домів послушних 50, козацьких будинків 400. Податків не платять, тільки відбувають військову службу, яку кожний на коні і зі зброєю повинен нести при своєму старості або підстарості.
У 1631 році в все тій же люстрації Київського воєводства Черкаського староства згадується містечко Іркліїв. Воно лежить над річкою Ірклій за Дніпром за три милі, довкола місто дубовими палями опарковане і окопане ровом. При містечку є замок, оточений дубовими палями, у ньому є будівля для підстарости, сіни та біла кімната, пекарня і стайня. Є у цьому містечку 400 будинків, у тому числі 70 належать замковій юрисдикції, а решта — козацтво. З міських домів дають чинш, який звуть колодками, по 8 литовських грошів. В сумі — 23 зл. 10. Крім того, дають по возу сіна або по 4 литовських гроша. Разом — 11 зл. 20. Млинків на цій річці Ірклій два, у них три мучних кола. Крім того, на річці Кропивна, яка знаходиться біля Мельників, є один млинок з одним мучним колом, а другим — ступним. Четвертий млинок на річці Шумовиці з одним мучним колом, а друге — ступне. Всі ці млини разом з горілчаною орендою щорічно дають 400 злотих. Як міщани, так і піддані з сусідніх хуторів залучаються до ремонту греблі через річку Ірклій і міських та замкових парканів.
На карті 1648 року французького інженера, що був на службі у польського короля Гійома де Боплана містечко Іркліїв позначене, як Herkli. Схематично позначена і фортеця та замок.
Під час буремних подій на Лівобережжі у 1662 році фортеця в м. Іркліїв вщент спалена московитами, яких підтримали лівобережні козацькі полки на чолі з переяславським полковником Яковом Сомком. Розгнівані московити та їх прибічники за підтримку Іркліївськими козаками Юрія Хмельницького, який не бажав бути під московським чоботом, крім фортеці спалили майже всі будинки Ірклієва. Всіх полонених козаків московити посадили на палі вздовж шляху аж до Переяслава. За такий опір ворогу московити завжди присилали в сотники до Ірклієва свою людину (вірного московита), всупереч традиціям, як було прийнято в інших сотнях, де козаки самі обирали с поміж своїх.
У 1666, 1675 і 1679 роках Іркліїв був пограбований татарами.
Відповідно до актів XVII ст. — це було містечко «Арклій», а за народною вимовою «Вирклій», Золотоніського повіту, Полтавської губернії при річці Ірклій на відстані 27 верст від повітового міста.

У період Гетьманщини село було центром Іркліївського полку Лівобережної України — адміністративно-територіальної і військової одиниці України доби Гетьманщини. У цьому селі вісім днів перебував Гетьман України Богдан Хмельницький. За твердженнями істориків, гетьман проводив перемовини з польськими та московськими послами. Саме тут він підписав кілька своїх універсалів.
Відомо, що 1900 року було: 284 дворяни; 1438 жителів; 4 православні церкви; школа; 10 крамниць; 12 вітряних млинів.
14 лютого 1920 року через Іркліїв під час Зимового походу проходив Кінний полк Чорних Запорожців Армії УНР. Там він зупинявся на годинний перепочинок. 16 лютого вранці після бою у Золотоноші полк знову прибув до Ірклієва і зупинився в його передмісті Загородище на відпочинок до 17 лютого.
У часи нацистсько-радянської війни частини Червоної армії покинули Іркліїв 21 вересня 1941 року.
26 вересня 1943 року нацистські війська були вибиті з містечка.

## Населення

### Мова
Розподіл населення за рідною мовою за даними перепису 2001 року:
| Мова            | Кількість | Відсоток |
| --------------- | --------- | -------- |
| українська      | 2232      | 96.67%   |
| російська       | 69        | 2.99%    |
| білоруська      | 4         | 0.17%    |
| болгарська      | 1         | 0.04%    |
| інші/не вказали | 3         | 0.13%    |
| Усього          | 2309      | 100%     |

## Економіка
- ТОВ «Завод спеціального обладнання» — спеціалізується на виробництві платформ різного призначення і автомобільних фургонів.
- Маслосирзавод
- Рибгосп

## Соціальна сфера
Діють Іркліївська загальноосвітня школа та Іркліївський професійний аграрний ліцей.

## Пам'ятки
Миколаївська церква стояла за річкою. у 1901 р. її оновили, у 1931 р. переробили на районний клуб. У1933 р. розібрали й дзвінницю, збудовану ще у 1834 р.

### Пам'ятники
У 2010 році в селі встановлено пам'ятник Богдану Хмельницькому. Його автор — черкаський митець Іван Лавріненко. Гетьмана зображено на коні, а самого коня І. Лавріненко встановив на кінці великої шаблі.
Цей пам'ятник став об'єктом регулярного вандалізму. Прибічники радянського устрою двічі у 2011 р. пошкодили пам'ятник. 9 травня на ньому були зроблені написи «За побєду», «На Бєрлін» і встановлено червоний прапор. 24 серпня невідомі обписали пам'ятник Козацькій шаблі гаслами «20 років позору», «Слава СССР» тощо. Місцева міліція не змогла знайти вандалів.

### Пам'ятки природи
- Іркліївський — ботанічний заказник місцевого значення.
- Бобухівщина — ботанічний заказник місцевого значення

## У мистецтві
Назва села згадується у романі Ліни Костенко «Берестечко»:
|  | О Дар-Надія! Ждани та Бояни. Іркліїв. Мліїв. Злобин. Веремій. Великий Стидин. Халеп'я. Холоп'є! Ліпляве братолюбних Балаклій. А он і Київ. Подивись — та пильно. Моя Вкраїно, ти це чи не ти? |

## Відомі люди
- Болобан Андрій Павлович (1878—1924) — сходознавець-синолог та економіст, дослідник економіки Монголії та Маньчжурії
- Комарецький Сергій Данилович (1881—1952) — український хімік, доцент, професор Української господарської академії в Подебрадах, 1932 року обіймає посаду голови вченої ради (містоголова), в 1941—1945 роках до реорганізації інституту в Регенсбурзі — директор Українського технічного господарського інституту.
- Монастирська Людмила (*1976) — українська оперна співачка, сопрано, її вважають найкращою у світі виконавицею партії Аїди у однойменній опері Джузеппе Верді[5].
- Шелудько Дмитро Ілліч (1892—1963) — український дипломат, мовознавець, літературознавець, популяризатор української літератури у Болгарії.
- Шполянський Роман Олексійович — видатний оратор та юрист.
- Щабельська Валентина Георгіївна — кандидат географічних наук, доцент кафедри економічної та соціальної географії.

## Громади-партнери
- село Шахове, Донецька область, Україна[6]